# 筆甫村
筆甫村（ひっぽむら）は、昭和29年（1954年）まで宮城県伊具郡の阿武隈川東岸にあった村。現在の丸森町筆甫にあたる。

## 歴史
筆甫は慶長5年（1600年）まで峠・懸入などと共に伊達郡に属していた。暦応2年（1339年）7月に伊達氏の所領であった高野郡入野郷仁公儀など3か村を結城氏の所領であった伊達郡金原保筆甫と交換した際の相博状が残っている（『丸森町史』255頁）。

### 沿革
- 明治22年（1889年）4月1日 - 町村制施行にともない、旧来の筆甫村単独で村制施行。
- 昭和29年（1954年）12月1日 - 丸森町・金山町・大内村・大張村・耕野村・小斎村・舘矢間村と合併し、新制の丸森町となる。

## 行政

### 歴代村長
| 代 | 氏名       | 就任                       | 退任                       | 備考 |
| -- | ---------- | -------------------------- | -------------------------- | ---- |
| 1  | 門間福治郎 | 明治22年（1889年）4月      | 明治24年（1891年）4月      |      |
| 2  | 黒田文蔵   | 明治25年（1892年）7月1日   | 明治30年（1897年）1月      |      |
| 3  | 目黒万治   | 明治30年（1897年）3月9日   | 明治35年（1902年）10月24日 |      |
| 4  | 目黒徳治   | 明治35年（1902年）11月20日 | 明治39年（1906年）1月11日  |      |
| 5  | 引地清平   | 明治39年（1906年）1月17日  | 明治41年（1908年）10月11日 |      |
| 6  | 目黒万治   | 明治41年（1908年）11月6日  | 明治44年（1911年）3月4日   | 再任 |
| 7  | 酒井恒太郎 | 明治44年（1911年）3月16日  | 大正4年（1915年）3月15日   |      |
| 8  | 引地清平   | 大正4年（1915年）4月20日   | 大正6年（1917年）12月26日  | 再任 |
| 9  | 目黒利市郎 | 大正7年（1918年）2月15日   | 大正12年（1923年）5月12日  |      |
| 10 | 引地幾治郎 | 大正12年（1923年）5月13日  | 大正13年（1924年）5月12日  |      |
| 11 | 酒井恒太郎 | 大正14年（1925年）6月4日   | 昭和4年（1929年）6月3日    | 再任 |
| 12 | 目黒勘四郎 | 昭和4年（1929年）7月6日    | 昭和21年（1946年）12月4日  |      |
| 13 | 目黒光治   | 昭和22年（1947年）4月10日  | 昭和29年（1954年）11月30日 |      |

## 防災
- 筆甫村消防団
  - （組織体制）5班で構成。
  - （団員数）75名
  - （装備）当時の装備は手押し腕用消防ポンプ5台であった。

## 教育
- 筆甫村立筆甫小学校
  - 筆甫村立筆甫小学校川平分校
  - 筆甫村立筆甫小学校古田分校
  - 筆甫村立筆甫小学校砂川分校
- 筆甫村立筆甫中学校